# Mbuji (Mbinga)
Mbuji ist ein Verwaltungsbezirk (Ward) des Distrikts Mbinga in der tansanischen Region Ruvuma.

## Geografie
Mbuji liegt im Südwesten von Tansania etwa 15 Kilometer Luftlinie südwestlich der Distrikthauptstadt Mbinga. Der Bezirk grenzt im Norden an Litembo und Myangayanga, im Osten an Luwaita, im Süden an Nyoni und im Westen an Mapera und Maguu. Bei der Volkszählung 2022 lebten 12.710 Menschen in 3156 Haushalten auf einer Fläche von 79 Quadratkilometern.

## Gliederung
Der Bezirk besteht aus sechs Gemeinden (Mtaa) mit 38 Orten (Kitongoji):
| Mbuji - Ngwambo - Mbeya - Upala - Kihuru - Mnara - Lutope | Kilangajuu - Upeto - Mkoha - Kilangajuu - Mandita - Utete - Mipulu - Nkondo - Mihigila | Myau - Lunyito - Utiri - Manzeye - Njelu - Mihehe - Kihuka - Njala - Kinguruwila | Mahilo Asili - Kitete - Mahilo Kati - Lukango - Mhahani - Mihugula - Kingole Chini | Kibanga - Miyao Asili - Ndengu - Kibanga - Lukongo - Matepu | Mawono - Mawono - Mkingino - Mapera Juu - Mapera Chini - Mhekela |

## Wirtschaft und Infrastruktur
- Landwirtschaft: Der Großteil der Bevölkerung lebt von der Landwirtschaft und baut vor allem Maniok, Weizen, Mais, Bohnen und Kaffee an.[8]
- Bildung: Im Bezirk liegen fünf Grundschulen[8] und zwei weiterführende Schulen.[9] Die Mbuji Secondary School und die Mahilo Secondary School sind beide staatliche Schulen mit einer Ausbildung bis zur 4. Stufe.[10][11]
- Gesundheit: Für die medizinische Versorgung der Bevölkerung gibt es zwei staatliche Apotheken, je eine in den Gemeinden Mbuji[12] und Kilangajuu.[13]